# Micronaclia purpusilla
Micronaclia purpusilla là một loài bướm đêm thuộc phân họ Arctiinae, họ Erebidae.